# Peninsula Hotels
The Peninsula ist eine Hotelkette der Luxusklasse. Gegründet wurde sie 1928 mit der Eröffnung des Hotels The Peninsula in kolonialen Britisch-Hongkong. 1973 wurde die Kette in die Investorengruppe The Hongkong and Shanghai Hotels, kurz HSH eingegliedert.
Mittlerweile zählen folgende zwölf Hotels zu der Kette:
- The Peninsula Hongkong – 1928
- The Peninsula Manila – 1976
- The Peninsula New York – 1988
- The Peninsula Peking – 1989
- The Peninsula Beverly Hills – 1991
- The Peninsula Bangkok – 1998
- The Peninsula Chicago – 2001
- The Peninsula Tokio – 2007
- The Peninsula Shanghai – 2009
- The Peninsula Paris – 2014
- The Peninsula İstanbul – 2023
- The Peninsula London – 2024